# 高木宏壽
高木宏壽（1960年4月9日—），是一位日本的政治人物，自由民主黨所屬的眾議院議員之一，在黨內派系為二階派。

## 外部連結
- 高木ひろひさWebサイト （日語）